# David Desola Mediavilla
David Desola Mediavilla (Barcelona, 10 d'agost de 1971) és un escriptor, dramaturg i guionista de cinema i televisió espanyol.
Els seus textos es troben gairebé sempre en l'estreta franja que separa la comèdia de la tragèdia.
El seu estil, per a molts crítics, té reminiscències kafkianes, del teatre de l'absurd i del realisme màgic llatinoamericà. S'ha comparat el seu teatre amb alguna obra de Ionesco, de Samuel Beckett, de Dario Fo o de Jardiel Poncela.
Moltes de les seves obres teatrals han estat traduïdes a diversos idiomes, entre ells l'anglès, l'alemany o el polonès i representades en escenaris de diferents països llatinoamericans i europeus. Al cinema ha rebut importants premis com a guionista.

## Biografia
David Desola va néixer a Barcelona en 1971. Des de nen es va sentir fortament atret per la literatura i el cinema el que li va portar, en els seus començaments, a col·laborar com a crític cinematogràfic en la revista balear Temps Moderns. Va cursar estudis de cinema a Barcelona realitzant, en finalitzar, els seus primers curtmetratges, diversos dels quals van rebre diversos premis en festivals nacionals.
Es va donar a conèixer en el món teatral en 1999, després de guanyar el Premi Marquès de Bradomín amb la seva primera obra, Baldosas. En 2002 va guanyar el Premi Hermanos Machado amb la seva obra Estamos, estamos (posteriorment titulada Almacenados), que va fer gira en tot Espanya tenint com a protagonista a l'actor José Sacristán. En 2006 va estrenar Siglo XX que estás en los cielos, dirigida per Blanca Portillo.
En el 2007 es va consagrar com a autor en aconseguir el Premi Lope de Vega amb la seva obra La charca inútil, que va ser dirigida per Roberto Cerdà.
Com a guionista, el seu primer llargmetratge, En el último trago, va obtenir el Premi del Públic en la secció Punt de Trobada de la LIX Setmana Internacional de Cinema de Valladolid (SEMINCI). Així mateix va ser guardonada amb el Premi de l'Audiència al Millor Llargmetratge Mexicà al Festival Internacional de Cinema de Monterrey.
Pel seu segon llargmetratge,, Almacenados, l'Academia Mexicana de Artes y Ciencias Cinematográficas (AMACC) li va atorgar, en 2017, el Premi Ariel al millor Guió Adaptat, honor que comparteix amb Luis Buñuel i Luis Alcoriza, que van rebre en 1951 el mateix guardó per la seva pel·lícula Los olvidados.
El 2019 la pel·lícula El Hoyo(The platform), de la qual és autor de la idea original i coguionista, obté el premi del públic en la secció Midnightt Madness del Festival Internacional de Cinema de Toronto. En la 52 edició del Festival de Cinema Fantàstic de Sitges, en 2019, ha aconseguit quatre guardons, entre ells el premi a la Millor Pel·lícula. En l'edició dels premis Goya 2020, va estar nominada a millor guió original, millor direcció novella i millors efectes especials, aconseguint el premi en aquest últim apartat.

## Obres de teatre
Obres estrenades:
- Baldosas, premi Marqués de Bradomín 1999 (2000).
- Ecos y Silencios (2002), coautor.
- Monolocos y otros monólogos (2002), coautor.
- Assassines (2002), coautor.
- Almacenados, premio Hermanos Machado 2003 (1994).
- Siglo XX que estás en los cielos (2006).
- El enemigo de la clase (2007), adaptació lliure de Working class de Nigel Williams
- La charca inútil, Premi Lope de Vega 2008 (2009).
- Amor platoúnico (2009).
- Torero, las tres últimas suertes de Antonio el macareno (2010), coautor amb Arturo Ruiz.
- Dr. Faustus (2012), adaptació lliubre de l'obra de Christopher Marlowe.
- El puto peón negro chueco (2012).
- No se elige ser un héroe (2013).
- La nieta del dictador (2013).
- El bien más preciado (Hatshepsut) (2017).

David Desola debuta com a dramaturg el 2000, quan estrena Baldosas al Círculo de Bellas Artes de Madrid, dirigida per Jesús Cracio. Aquesta obra havia estat guanyadora del certamen Marquès de Bradomín 1999. S'hi parla, en to de tragicomèdia, del problema de l'habitatge a Espanya. D'ella Haro Tecglen, en el diari el País, va dir: "la situació podria ser de Dario Fo, o de Jardiel Poncela. Segurament quan el nou autor veu passar els anys farà les comèdies com ells. Qui sap si millors."' Baldosas ha estat estrenada a Espanya, Mèxic, Costa Rica i els Estats Units.
Posteriorment va posar en escena algunes obres com a coautor: Ecos y silencios a la Casa de America de Madrid, Monolocos y otros monólogos al teatre Clunia de Burgos o Assassines al teatre Tarantana de Barcelona.
Obté un dels seus grans èxits l'any 2004, amb l'estrena d' Almacenados en el teatre Palacio Valdés d'Avilés, dirigida per Juan José Afonso i interpretada per José Sacristán i Carlos Santos. L'obra, segons la crítica, té reminiscències kafkianes, recorda a Esperant a Godot de Samuel Beckett, als guions de Rafael Azcona i té un punt del teatre de Carlos Arniches.
Almacenados, que inicialment s'anomenà Estamos, estamos, va ser guardonada amb el premi Germans Machado de l'Ajuntament de Sevilla, i ha estat estrenada, a més d'Espanya, a Mèxic, Costa Rica, l'Uruguai, el Perú, Suïssa i Polònia.
En 2006 estrena al Teatro Español de Madrid Siglo XX que estás en los cielos, dirigida per Blanca Portillo. Una obra en la qual dos personatges de diferents generacions es troben i rememoren dues etapes de la nostra història en la qual massa joves van perdre la vida en una guerra no iniciada per ells. És palpable en aquesta obra la inspiració d' Homenatge a Catalunya de George Orwell. Traduïda a l'anglès, ha estat portat a l'escena a Regne Unit, a més de Mèxic i a Espanya.
En 2007 realitza una adaptació de l'obra de Nigel Wiliams Class enemy, que va ser estrenada en el Teatre Palacio Valdés i dirigida per Marta Angelat, sota el títol El enemigo de la clase.
L'any 2008 l'Ajuntament de Madrid li concedeix el Premi Lope de Vega de teatre per la seva obra La charca inútil' estrenada de nou en el teatre Español de Madrid i dirigida per Roberto Cerdà. Aquesta és potser la seva obra mes simbòlica, en la qual narra la història de dos personatges que es troben per a intentar assumir la seva tragèdia: Oscar, un professor a qui han agredit i que no pot exercir des de llavors, i Irene, una dona que li contracta perquè faci classes al seu fill mort. Ha estat representada a Espanya, Mèxic, Costa Rica, l'Uruguai, l'Argentina, Portugal i Grècia. Als països iberoamericans aquesta obra s'ha titulat "el charco inútil". L'any 2018 l'Associació de Crítics Teatrals del Uruguay1 va concedir a aquesta obra el premi Florencio de teatre en la seva categoria "Escena iberoamericana".
Amor platoúnico es va presentar al Teatro Palacio Valdés d'Avilés, al març de 2009, sota la direcció de Chusa Martín. En aquesta obra es revisen les relacions de parella, quan aquestes es dilueixen fins que els seus protagonistes es converteixen en invisibles l'u per a l'altre. Segons la crítica, "«Amor platoúnico» beu a glops de la font de «La cantant calba», d'Eugène Ionesco". Posteriorment aquesta obra va ser realitzada a Costa Rica.
En la Fira de Teatre de Castella i Lleó (Ciudad Rodrigo), en 2010, es va presentar Torero, las tres últimas suertes de Antonio el macareno, escrita en coautoria amb Arturo Ruíz i dirigida per Esteve Ferrer. Es tracta d'una comèdia, o més aviat, "un sainet de costums espanyols, que reflecteix un retrat caricaturesc de la condició humana del nostre temps".
En 2012 estrena als Teatros del Canal de Madrid una adaptació lliure del clàssic de Christopher Marlowe, Dr. Faustus, dirigida per Simon Breden, assenyalada per la crítica com "una adaptació moderna de l'obra de Fausto en la qual una bona escenografia i una bona feina actoral fan que Fausto sigui molt més suportable i vegem reflectida la situació social actual en l'obra".
En aquest mateix any i al teatro Juan Ruiz de Alarcón, a Mèxic DF, es posa en escena El puto peón negro chueco, un monòlog dirigit per Fernando Bonilla.
A l'any següent, en 2013, Roberto Cerdà posa en escena dues noves obres seves: No se elige ser un héroe, estrenada al Teatro Valdés de Avilés, i La nieta del dictador, a la sala Kubik Fabrik.
No se elige ser un héroe s'ha emportat a escena a Espanya, Mèxic, Costa Rica, l'Uruguai, el Brasil i la neta del dictador ha passat per teatres d'Espanya, Mèxic, Costa Rica i USA.
En 2017, en el teatre ELKAFKA de la ciutat de Buenos Aires, es va estrenar El bien más preciado (Hatshepsut), dirigida prr Carolina Calema.

## Obra cinematogràfica
En els seus començaments va treballar en diferents sèries de televisió, ha impartit nombrosos tallers de guió cinematogràfic i dramatúrgia i és argumentista i guionista dels curtmetratges Siete (2004), Baldosas (2002), Lucio en el estado del bienestar (1999), Maldito corasón (1998) i La duda del rey negro (1997).
En 2005 es presenta el seu primer llargmetratge, Working Class, dirigit per Xavier Berraondo del qual és argumentista.
Com a guionista ha estrenat dos llargmetratges dirigits tots dos per Jack Zagha, En el último trago i Almacenados(adaptació de l'obra de teatre). Totes dues pel·lícules han rebut multitud de premis en festivals mexicans i internacionals, inclòs el Premi Ariel 2017 al millor guió adaptat per Almacenados.
En 2019 el llargmetratge El hoyodirigit per Galder Gaztelu-Urrutia i interpretat per Antonia San Juan i Ivan Massagué s'estrena en el Festival Internacional de Cinema de Toronto, on obté el Premi del Público de la secció Midnight Madness. En el Festival de Cinema Fantàstic de Sitges celebrat en 2019 aquesta pel·lícula ha rebut quatre premis: el premi a la millor pel·lícula, el premi del públic, el premi al millor director revelació i el de millors efectes especials. Ha estat nominada a millor guió original en l'edició dels premis Gaudi 2020 (3 nominacions), premis Feroç 2020 (5 nominacions) i Premis Goya 2020 (3 nominacions, aconseguint el premi a millors efectes especials)

## Premis
| Any  | Obra                           | Premi rebut                                                                                           |
| ---- | ------------------------------ | --- |
| 1999 | Baldosas                       | Marqués de Bradomín de teatre                                                                         |
| 2002 | Estamos, estamos (Almacenados) | Hermanos Machado de teatre                                                                            |
| 2007 | La charca inútil               | Lope de Vega de teatre                                                                                |
| 2015 | En el último trago             | Pantalla de Cristall a millor guió de cinema                                                          |
| 2016 | La contención                  | Primer premi en el concurs de re-escriptura de llargmetratge de terror i subgèneres “Fernando Méndez” |
| 2016 | A useless puddle               | Finalista en el Concurs Nacional de Guió de Guanajuato (México)                                       |
| 2017 | Almacenados                    | Premi Ariel a Millor Guió Adaptat                                                                     |
| 2018 | El charco inútil               | Premio Florencio Sánchez de teatre en la categoria "Escena iberoamericana"                            |

Entre els anys 1996 i 2004, va rebre nombrosos premis en diferents festivals nacionals i internacionals pels curtmetratges: "Maldito corazón”, “Lucio en el estado del bienestar”, “Baldosas” i “Siete”.